# Radolfzell am Bodensee
Radolfzell am Bodensee es una ciudad en Alemania localizada en la punta oeste del lago Constanza (en alemán Bodensee), aproximadamente a 18 km al noroeste de la ciudad de Constanza. Es el tercer pueblo en tamaño de la región, solo después de la misma Constanza y de Singen, en el denominado Distrito de Constanza en el Estado Federado (Bundesland) de Baden-Württemberg.
Radolfzell fue la cuna del cartógrafo Martin Waldseemüller (circa 1470).
Radolfzell es muy conocido por sus centros de cuidado de la salud, en especial en la congregación aledaña de Mettnau y además por ser una muy importante conexión de vías ferroviarias. La ciudad fue fundada en el año 826 y fue dedicada a Jesucristo por el Obispo Radolfo de Verona, de ahí tomó su nombre. En 1990 Radolfzell fue nombrada como la ciudad alemana capital federal del medio ambiente.
Radolfzell es famoso por ser un centro turístico durante el verano, al cual llegan turistas de toda Alemania y también del exterior. Durante junio, julio y agosto las temperaturas son muy cálidas, llegando en algunos casos a oscilar cerca de los 30 grados Celsius. En las riberas del Lago Constanza se apiñan locales y turistas para aprovechar el tan esperado sol, además de poder darse una zambullida en las aguas del lago, las cuales pueden alcanzar hasta los 22 grados Celsius en partes poco profundas.
Cerca de Radolfzell queda la comunidad de Gaienhofen, la cual está casi en colindancia con Suiza, Gaienhofen es famoso por ser la sede de una internado privado para niños y niñas de clase alta, además y más importantemente por ser uno de los lugares de residencia de Hermann Hesse el famoso escritor alemán de finales del siglo XIX e inicios del siglo XX.
También durante el verano Radolfzell se caracteriza por el enorme tráfico fluvial que cruza el lago en muchas direcciones a través de una densa red de vapores, lanchas y transbordadores que hacen el servicio regularmente entre las distintas ciudades ribereñas como Konstanz, Friedrichshafen, Mainau, Bregenz en Austria y Kreuzlingen y Stein am Rhein en Suiza. Y que atienden la demanda turística y de transporte local.
En el invierno es común que Radolfzell y las zonas aledañas se cubran de nieve, e inclusive en años particularmente fríos el Lago Constanza se congela en las riberas de Radolfzell, por lo que las autoridades permiten la práctica del patinaje en hielo.
Entre las industrias más importantes asentadas en Radolfzell está la fábrica de ropa Schiesser AG, la cual es muy renombrada en Alemania por la calidad de sus productos, también la fábrica de bombas y componentes neumáticos Allweiler se localiza en esta población. 
Por lo que toca a la educación en Radolfzell se ubican varias escuelas primarias (Grundschule), varias escuelas intermedias (Gymnasium), así como una escuela de profesiones (Berufschule) y una escuela de idioma alemán para extranjeros (Carl Duisberg Colleg). Los aspirantes a estudios universitarios emigran a otras ciudades para continuar con su educación.